# 1957 في باكستان
فيما يلي قوائم الأحداث التي وقعت خلال عام 1957 في باكستان.

## سياسة

### انتهاء فترة المنصب
- 17 أكتوبر – حسين شهيد سهروردي رئيس وزراء باكستان، وزير الدفاع [الإنجليزية]‏.

## مواليد

### يناير
- 1 يناير – كريس أندرسون صحفي من المملكة المتحدة.

### أغسطس
- 17 أغسطس – كوكب نوراني أوكاروي

## وفيات

### يوليو
- 11 يوليو – آغا خان الثالث (مواليد 1877) سياسي هندي.